# 西平せれな
西平 せれな（にしひら せれな、1987年12月6日 - ）は、西平酒造株式会社代表・杜氏、日本の歌手、シンガーソングライター、トラックメイカー、パーカッショニスト、フルート奏者、俳優

## 概要
鹿児島県奄美大島の名瀬市（現奄美市）出身。
キャッチフレーズは「二足のハイヒール」。愛称のSelephantはゾウ好きな事による。
三味線で歌う奄美シマ唄が盛んな土地柄であるが、父は東京でロックミュージシャン、母はピアノ教師として活動をしていた事がある音楽一家、かつ奄美黒糖焼酎「加那」、「珊瑚」で知られる蔵元西平酒造の家に生まれ、幼少のころよりクラシックピアノを習う。8歳の時、カーペンターズのカレンにあこがれて、ドラムスを始め、親戚の結婚披露宴の余興で演奏した。
また、小学校、中学校では吹奏楽部でトランペット、アコーディオン、フルートを担当。高校時代はバンド活動と新体操に注力していたが、14歳の時に市民ミュージカル『パーフェクトファミリー!?』に出演してミュージカルに興味を持ち、東京などで『Sylphy』、『Life Pathfinder』に出演。
2008年から2014年まで、北海道札幌市のYOSAKOIソーラン祭り参加チーム「Gush」の毎年のテーマ曲を歌った他、2013年と2014年は作詞も担当した。
2011年より、ギタリスト盛保道とのユニット「ノチ圃ド」(のちほど)を結成、奄美の代表的なシマ唄「いきゅんにゃ加那」をポピュラーアレンジで歌い、独特の世界観を表現した他、「なんちゃってシャンソン」、「モノクロ連想ゲーム」などの新感覚な作品を演奏し、これらを収録したデモCDを作成。しかし、2012年9月5日の東京都新宿区の真昼の月 夜の太陽でのライブをもって活動を終了した。
その後、主にパーカッショニストやドラマーとして、様々なアーティストのライブでジャンベ、カホン、ドラムスの演奏をする他、フルート演奏やコーラスでサポートを行ってきた。
2014年6月1日には、自作、自演の曲を収録し、イラストも自ら描いたファーストマキシシングル『クリカエス民族』をリリース。民族音楽やジャズの要素を取り入れ、既存のジャンルに入りきらない、独特の感性の音楽のコンセプトは題して「奄美発、レトロポリタンポップ」。シングルリリースを機にソロでのライブ活動を開始した。
2014年末に奄美大島に帰郷、杜氏見習いとして奄美黒糖焼酎を作りながら、奄美市のライブハウスや音楽イベントを中心に活動を重ね、2017年1月に正式に杜氏となった。
2017年4月26日、ポップ、テクノ、エスニックなど、ジャンルを越えた自作曲を集めたファーストフルアルバム『メッセオアマッサ -message or massage?-』をElec Recordsから発売。同時に杜氏としてのデビュー作奄美黒糖焼酎「珊瑚 新酒2017」も発売した 。

## 略歴
- 1987年12月6日 - 鹿児島県名瀬市（現奄美市）生まれ。
- 2002年7月28日 - 奄美振興会館で公演の『パーフェクトファミリー!?』に梢役で出演。
- 2005年 - 高校を卒業し、進学のために上京。
- 2007年 - 昭和音楽大学短期大学部音楽科ポピュラー音楽コース（ドラムス専攻）を卒業、研究生となる。
- 2007年5月3日-5日 - 東京都足立区のシアター1010で上演のミュージカル『Sylphy』に風の精役で出演。
- 2008年9月9日-15日 - 東京都足立区のシアター1010で上演のMotion Rock Opera『Life Pathfinder 2008 TOKYO / Lost in Life』に出演。
- 2009年9月17日-18日 - 静岡県富士市の富士市文化会館ロゼシアターで上演のミュージカル『Sylphy』に風の精役で出演。
- 2010年8月27日-9月5日 - 東京都武蔵野市の吉祥寺シアターで上演のMotion Rock Opera『Life Pathfinder 2010』に出演。
- 2011年2月13日 - 神奈川県川崎市の昭和音楽大学ユリホールで行われた奄美応援チャリティー「きょら島コンサート」にパーカッショニストとして参加[4]。
- 2010年11月 - 2012年9月5日 - ギタリストの盛保道とのユニット「ノチ圃ド」として活動[5]。
- 2012年6月30日-7月1日 - 東日本大震災で被災した岩手県大船渡市、陸前高田市を加藤ひろあきと訪れ、無料公演実施[6][7]。
- 2012年12月6日 - 東京都渋谷区のリエゾンカフェ で「西平せれな誕生日ライブ」を開催。ゲストはHi-pine company。
- 2013年 - 立教大学映像身体学科の卒業制作映画『みちていく』（監督：竹内里紗、主演：飛田桃子、山田由梨）に田所朝子役で出演。
- 2013年7月20日-29日 - 東京都武蔵野市の吉祥寺シアターで上演のMotion Rock Opera『Life Pathfinder 2013』に出演。
- 2013年11月20日-11月24日 - 東京都北区の王子小劇場で上演の劇団贅沢貧乏の『アンダー・ザマク』に出演[8] 。
- 2013年12月22日 - 東京都新宿区のライブハウスRUIDO K4で行われた「Merry 島人'mas」に弟のベーシスト西平由美子(ニシヒラユミコ。プログレッシブ・ロック・バンド「クウチュウ戦」)、ギタリスト西平風雅(パンク・ロック・バンド「寸止海峡」、「猫道場」、「無敵キャンディ」)と三姉弟で出演。
- 2014年1月11日 - 鹿児島県奄美市の奄美文化センターで行われた、文化庁主催の奄美群島日本復帰60周年記念奄美きょら島『歓喜のコンサート』に出演、喜界島のシマ唄をモチーフにした「奄美の旋律による混声合唱のためのカンタータ『くるだんど』」の太鼓を演奏[9]。
- 2014年1月18日 - 鹿児島県奄美市のライブハウスASIVIにて西平三姉弟による「Back to the 奄美〜そして、また東京へ〜」を開催[10]。ゲストは作曲家、音楽プロデューサーの山下透、加藤ひろあき。
- 2014年2月2日 - 東京都渋谷区ライブハウスClub Asiaで行われたしーまブログ プレゼンツ「Dear どぅし でぃや！」拡大版に概ね西平姉妹とタミーおじさんとして出演[11] 。
- 2014年2月23日 - 東京都渋谷区のリエゾンカフェ で「リエゾンへ鼻束象呈」を主催。他に加藤ひろあき、小沢伸也、アイハラミホが出演。
- 2014年5月22日 - 東京都新宿区高田馬場のライブカフェmonoでミュージカル俳優、タップダンサーの西川大貴と「西川くんと西平さん」を開催。（臨時ユニット名No Shrimp。クルマエビの養殖で知られる奄美大島生まれなのにエビアレルギー。）
- 2014年6月1日 - ファーストマキシシングル『クリカエス民族』をリリース。
- 2014年6月21日 - 東京都武蔵野市吉祥寺のBAOBABでプチレコ発ライブ「クリカエス民族」を開催。
- 2014年6月24日 - 東京都渋谷区のSARAVAH東京「BAR＋SHOW CASE vol.49」に出演。
- 2014年7月10日 - 東京都武蔵野市吉祥寺のMANDA-LA2にて斎藤ネコストリングスカルテットの「ネコかるライブ」にゲスト歌手として出演。
- 2014年8月16日 - 鹿児島県奄美市の蔵ふと村にてワンマンライブ「クリカエス民族とルリカケス民族による蔵カエス民族」を開催。盛保道とスティーヴ エトウがサポート。
- 2014年8月26日 - 東京都杉並区のBilly'sBarGoldStarで開催の劇団TEAM SANTの「“Dead Stock” Pre Alive!!」にゲスト歌手として出演。
- 2014年8月30日 - あまみFMディ！ウェイヴの『ゆぶぃニング・アワー』「夕方フレンド」コーナーのゲストとして出演。
- 2014年9月13日-9月15日 - 東京都新宿区の新国立劇場小劇場で開催のMotion Rock Opera『Life pathfinder 2014 The Fate of…』にフルーティストとして出演。
- 2014年12月5日 - 東京都渋谷区のラストワルツで「西平せれな生誕前夜のなんちゃってシャンソンショー第一回『大人の快眠講座』」ワンマンライブを開催。ゲストに山田由梨、西川大貴ほか。
- 2015年4月12日 - 第1回TSUTAYA名瀬店「春の奄美祭り」インストアライブ。
- 2015年4月29日 - 奄美文化センターで開催の『ハッスルマッスル「逆走」』奄美公演にパーカッションで出演。
- 2015年12月12日、12月13日 - 奄美市の蔵ふと村酒造ホールで開催の「パラノイアショー」に俳優として出演。
- 2016年4月10日 - 奄美文化センターで開催の『ハッスルマッスル「突破」』奄美公演にフルート・パーカッションで出演。
- 2016年5月 - アマミテレビ「かしましおめかし」にレギュラー出演。
- 2016年5月 - 奄美情報処理専門学校の講師として毎月コミュニケーションの授業を担当する。
- 2015年6月1日 - 沖縄県宜野湾市沖縄コンベンションセンターで開催の『ハッスルマッスル「逆走」』沖縄公演にフルート・パーカッションで出演。
- 2016年4月22日 - 西平酒造くらふと村酒造ホールにて日本舞踊家の花柳琴臣と共に「加那の舞宴」を開催。
- 2016年9月18日 - 奄美観光ホテルにて城南海の「ウタアシビ2016秋」にサポートパーカッションで出演。
- 2016年2月21日 - 鹿児島県奄美市のライブハウスASIVIにてハシケンの「WELCOME TO MY HOME」にオープニングアクトで出演。
- 2016年2月22日 - 西平酒造くらふと村酒造ホールにて日本舞踊家の花柳琴臣と共に「加那の舞宴」を開催。
- 2016年9月27日 - 西平酒造くらふと村酒造ホールにてバンドゥーラ奏者のカテリーナとコラボレーションライブを開催。
- 2017年1月 - 西平酒造の杜氏に就任。
- 2017年4月30日 - 奄美文化センターで開催の『ハッスルマッスル「忍者」』奄美公演にフルートで出演。
- 2017年4月26日 - アルバム『メッセオアマッサ -message or massage?-』と奄美黒糖焼酎「珊瑚 新酒2017」を同時発売[12] 。
- 2017年5月6日 - 東京都渋谷区のHMV & BOOKSでレコ発インストアライブ。
- 2017年5月8日 - 東京都渋谷区のラストワルツで「杜氏就任式」ワンマンライブを開催。ゲストに花柳琴臣、山田由梨、翔大ほか。
- 2017年7月1日 - 鹿児島県立奄美図書館にて開催の「あまみならでは学舎」3時間目講師として「黒糖焼酎と音楽を通して見える島の未来」をテーマに講演。
- 2017年7月16日 - 奄美観光ホテルにて城南海「ウタアシビ2017夏」にサポートパーカッションで出演。
- 2017年7月24日 - 東京都渋谷区のペニーレインにて「Analog Cafe Bar『1975』」にシークレット出演。
- 2017年8月5日 - 東京都福生市で開催の第67回福生七夕まつりに出演。
- 2017年8月19日 - 佐賀県みやき町にて開催の「DHC祭り」に出演。
- 2017年8月23日 - 丸の内ハウス『第80回丸の内×ラーラGirl's Salon「西平酒造 奄美黒糖焼酎セミナー」』にて講演。
- 2017年8月24日 - 東京都渋谷区「蜂」にて開催の「音浴」にselephant名義で出演。
- 2017年8月28日 - 東京都渋谷区のペニーレインにて「Analog Cafe Bar『1975』」にシークレット出演。

## ディスコグラフィ

### アルバム
- 『メッセオアマッサ -message or massage?-』(2017年4月26日 Elec ELFA-1709)

1. メッセオアマッサ -message or massage?-
2. ネットで人魚救い -aquariumaid-
3. Fumi
4. 猿人村 -enginesong-
5. ジャパニエル夫人 -Japanuelle-
6. 月極オカルタ酒場 -Occulta-
7. KANA -amamian love song-
8. 廻る師弟関係 -good morning Mr.karma-
9. 歌劇『煩悩戦争』より「シニョーラ・シニョーラ“Signora,signora” da opera-Lotta di klesha-」
10. Who knows…
11. E to SE to NE to Me
12. ”From：　　　　“（フロム・スペース）

### シングル
- 『クリカエス民族』(2014年6月1日 PAON-0001）

1. クリカエス民族 ― Dig&Hide ― （歌、作詞、作曲、編曲：西平せれな）
2. いい暮らし ― The classical romance ― （歌、作詞、作曲、編曲：西平せれな）
3. 沈黙を漂うジェル状の鳥 ― Message in a PETbottle ― （演奏、作曲、編曲：西平せれな）
4. モノクロ連想ゲーム ― Section1.SKY-LOVE ― （歌、作詞、作曲、編曲：西平せれな）

### 参加作品

#### Gush
- 『Gush 2008-2011』(2011年9月23日 PaKaLoLo PLCD-0022)

1. Gush2011　命の星でII（歌：西平せれな、加藤ひろあき、山下透、作詞、作曲：山下透）
2. Gush2010　共生（歌：西平せれな、加藤ひろあき、山下透、作詞・作曲：山下透）
3. Gush2009　Color（歌：西平せれな、加藤ひろあき、山下透、作詞・作曲：山下透）
4. Gush2008　星の行方に（歌：西平せれな、山下透、作詞・作曲：山下透）

カバーデザイン：西平せれな

#### かららん
- 『若くて青い。』(2014年10月29日 ROCKERKUDO DDCZ-1995)

3 悲しいニュース（歌：西川大貴、コーラス：西平せれな）

#### コンピレーション
- 『Aloha Breeze 〜Afternoon Oceanview〜』(2014年8月6日 IVY Records XQKZ-1013）

ウクレレ：面谷誠二、ダニエル・ホー（Daniel Ho）、パーカッション：西平せれな ほか

## 出演映画
- 『みちていく』（2014年。監督：竹内里紗、主演：飛田桃子、山田由梨。第15回TAMA CINEMA FORUMグランプリ作品。） - 田所朝子役。DVD 2016年5月3日発売（CURIOUSCOPE）。

## テレビ
- 奄美テレビ放送 - 『ちょびへいのMUSIC GAPPA！』（2015年6月）、『音楽番組』vol.23（2015年8月）、『かしましおめかし』(2016年6月)ほか多数出演。
- 南日本放送 - 『かごしま4』（2017年5月25日。杜氏就任とCDアルバム発売を紹介。）

## 広告
- 西平酒造 - 奄美黒糖焼酎『加那』（2015年）